# سندرم پاپا
سندرم پاپا (انگلیسی: PAPA syndrome) سندرمی است که با چرک، التهاب مفصل، پیودرما گانگرنوزوم و آکنه همراه است. این سندرم یک اختلال ژنتیکی نادر است که عوارض‌اش بیشتر متمرکز بر پوست و مفاصل است. التهاب مفصل از سنین کم آغاز می‌شود اما عوارض پوستی، خود را از دوران بلوغ نشان می‌دهند. ژنی که در این بیماری درگیر است بر روی کروموزوم ۱۵ قرار دارد.